# Islands whiskyrégió

A hat skót whisky-régió

Az Islands whiskyrégió egy nem hivatalos skót whiskyrégió, a Scotch Whisky Association a Highland whiskyrégióba sorolja, de házasítatlan malátawhiskyjeit (single malt) külön kategóriaként tartja számon a közvélemény. 
Nagyon eltérő karakterisztikájú whiskyk tartoznak ide, pl. az elegánsnak, finomnak, könnyűnek számító Arran és a komplex, erős, borsos Talisker.

## Islands Single Malt whiskyk
- Arran Single Malt – Arran sziget
- Highland Park Single Malt – Orkney
- Isle of Jura Single Malt – Jura sziget
- Scapa Single Malt – Orkney
- Talisker Single Malt – Skye sziget
- Tobermory Single Malt – Tobermory Distillery, Mull sziget
- Ledaig Single Malt – ez is Tobermory Distillery, Mull sziget